# Black Beauty

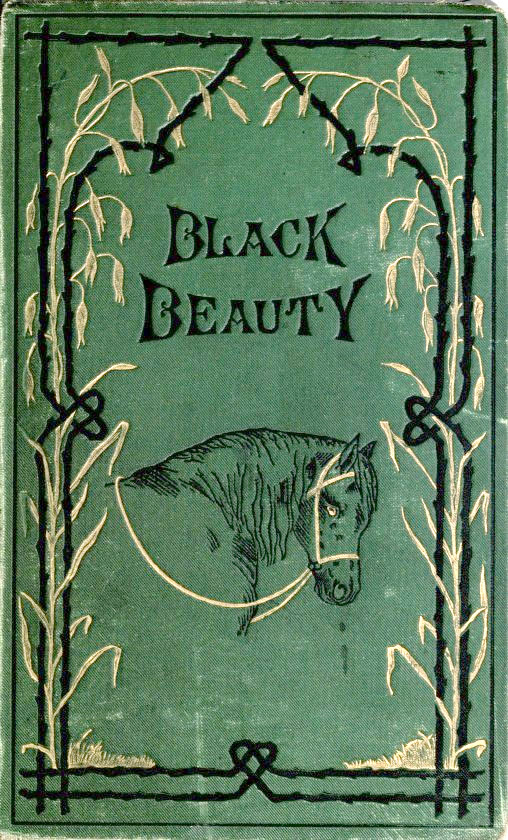
Cala da primeira edição de Black Beauty, publicada em 1877

Black Beauty  (Brasil: Diamante Negro ou Beleza Negra / Portugal: O cavalo preto) é uma obra literária juvenil escrita no século XIX pela escritora inglesa Anna Sewell. O livro foi publicado em 1877, e teve enorme repercussão pelo mundo, sendo levado várias vezes ao cinema. É uma narrativa autobiográfica de um cavalo. "Black Beauty" que tem tido aproximadamente 50 milhões de cópias circulando no mundo, foi um grande passo para a conscientização dos direitos dos animais.

## Publicações
- Beleza Negra. Coleção Saraiva. Tradução para o português.